# Cantonul Tonnay-Charente
Cantonul Tonnay-Charente este un canton din arondismentul Rochefort, departamentul Charente-Maritime, regiunea Poitou-Charentes, Franța.

## Comune
- Cabariot
- Genouillé
- Lussant
- Moragne
- Muron
- Saint-Coutant-le-Grand
- Saint-Hippolyte
- Tonnay-Charente (reședință)